# Абіодун Барува
Абіодун Барува (англ. Abiodun Baruwa, нар. 16 листопада 1974, Абуджа) — нігерійський футболіст, що грав на позиції воротаря. У складі національної збірної Нігерії був учасником чемпіонату світу 1998 року.

## Клубна кар'єра
Абіодун Барува почав свою кар'єру в 1991 році в клубі «Кано Пілларс», який утворився лише роком раніше. У 1993 році Барува перейшов у «Івуаньянву Нейшнл», з якої в перший же сезон виграв чемпіонат Нігерії, а в наступному сезоні дійшов до чвертьфіналу Ліги чемпіонів. Найбільшим потрясінням була авіакатастрофа в Таманрассеті, в результаті якої двоє партнерів Баруви загинули. Після двох років в «Івуануанву» Барува перейшов в «Шутінг Старз». Зі «Старз» Барува виграв чемпіонат кубок Нігерії у 1995 році, а через рік дійшов до фіналу Кубка чемпіонів КАФ. У ті ж роки Барува призивався під прапори збірної Нігерії, за яку провів 3 гри, будучи 3-м голкіпером національної команди.
У 1997 році Барува виїхав у Європу, він спробував влаштуватися в московський «Спартак», але після 4 пропущених м'ячів в 2-х матчах був виключений з команди. Після цього виїхав до Швейцарії, де став другим воротарем «Сьйона» після Фабріса Борера, тому провів за сезон лише один матч у чемпіонаті.
Після цього нігерієць перебрався в Австрію, де став виступати за «Штурм» (Грац), втім і в цій команді у першому сезоні був дублером Казімежа Сідорчука і зіграв лише в одній грі чемпіонату, втім виграв з командою чемпіонат, Кубок і Суперкубок країни. З наступного сезону з приходом Йозефа Шикльгрубера Барува став третім воротарем і за наступні два роки не провів жодної гри у чемпіонаті.
У січні 2003 року Барува підписав короткотермінову угоду з клубом «Баррі Таун», з яким виграв у сезоні 2002/03 чемпіонат і Кубок Уельсу. Після того, як він не отримав дозволу на роботу в сезоні 2003/04, Барува покинув «Баррі Таун» і у жовтні 2003 року приєднався до англійського клубу «Дагенем енд Редбрідж» з Національної Конференції, п'ятого за рівнем дивізіону Англії. Втім у новій команді не зумів витіснити Тоні Робертса і зіграв свій єдиний матч у вересні 2004 року, перш ніж покинув клуб у тому ж місяці.
У тому ж році підписав контракт з клубом Південної конференції «Горнчерч», шостого за рівнем дивізіону Англії, де наступного року і завершив ігрову кар'єру.

## Виступи за збірну
1997 року дебютував в офіційних матчах за національну збірну Нігерії і у її складі був учасником чемпіонату світу 1998 року у Франції. На турнірі був третім воротарем тому на поле не виходив. Всього ж протягом кар'єри у національній команді, яка тривала 2 роки, провів у формі головної команди країни 5 матчів.

## Досягнення
- Чемпіон Нігерії: 1993, 1995
- Володар Кубка Нігерії: 1995
- Чемпіон Австрії: 1998-99
- Володар Кубка Австрії: 1998-99
- Володар Суперкубка Австрії: 1998, 1999
- Чемпіон Уельсу: 2002-03
- Володар Кубка Уельсу: 2002-03

## Скандал із реальним віком
Під час африканського відбору на футбольний турнір на літніх Олімпійських іграх 1996 року Федерація футболу Зімбабве, збірна якої програла Нігерії у останньому раунді відбору, заявила що Барува насправді народився 7 лютого 1969 року, оскільки ця дата була зазначена в програмі фіналу Кубка Нігерії 1991 року, коли Барува був гравцем «Кано Пілларс». Нігерія могла бути дискваліфікована з Олімпійських ігор, але ФІФА відхилила звинувачення Зімбабве. Втім на сам фінальний турнір Барува у заявку не потрапив, а під час свого виступу в «Баррі Тауні» він називався 33-річним воротарем, що підтверджує, що він дійсно народився в 1969 році.